# Bala Buluk (district)
Bala Buluk est l'un des onze districts de la province de Farâh en Afghanistan.
Sa population, qui est composée approximativement de 95 % Pashtouns avec une minorité de Tajiks, est estimée à 100 429 habitants en décembre 2004.

## Drame
Le lundi 4 mai 2009, un bombardement est effectué par les forces armées des États-Unis contre des talibans tuant une centaine de personnes dont une grande majorité de civils.